# Monumento de los Restauradores
El monumento de los Restauradores es un obelisco en el centro de la praça dos Restauradores (Plaza de los Restauradores), en Lisboa (Portugal). Tiene 30 metros de altura y fue inaugurado el 28 de abril de 1886. Conmemora la liberación del país del dominio español el 1 de diciembre de 1640. Las figuras de bronce del pedestal representan la Victoria, con una palma y una corona, y la Libertad. Los nombres y fechas que están grabados a los lados del obelisco son los de las batallas de la Guerra de Restauración.
El proyecto del monumento es de autoría de António Tomás da Fonseca, y las estatuas alegóricas (Independencia y Victoria), de Simões de Almeida y Alberto Nunes.